# Hanság Élővilága Kiállítás
A Hanság Élővilága Kiállítás a Rábaközi Múzeum állandó kiállítása, melyet a múzeumnak otthont adó Kapuvártól északra, az osli–kapuvári úton található Öntésmajorban, az egykori major volt iskolájában helyeztek el.
Az első terem táblasora térben helyezi el a Hanságot és tájékoztat a vidék geomorfológiai kialakulásáról. A következő teremben a képek és a kitömött állatok élethűen megkomponált diorámában mutatják be a Hanság élővilágát.
A hansági madárvilág ritka fajai (túzok, haris, rétisas, fehér gólya, bölömbika, vörös gém) mellett megtekinthetőek a természetjáró által is látható, a tájvédelmi körzetben észlelhető fajok is (szalakóta, fekete harkály, sárga billegető).
A harmadik terem arról tájékoztat, hogy miképpen illeszkedett be az ember a Hanság világába, milyen eszközöket használt a nádaratás során, mit készített nádból, mit adott nekik a Hany. A 20. század elején az iparosodó gazdaságnak is adott energiaforrást, tőzeget.
1980-ban vásárlás útján került a Rábaközi Múzeum tulajdonába egy olyan preparált madárgyűjtemény, amely a Hanság szinte teljes madárvilágát képviseli. A ritka és általánosan elterjedt madarak preparátumait 1985-ben az Esterházy Pál madárvártán, a Fertő–Hanság Nemzeti Park kutatóhelyén állították ki, így lehetőség nyílt a gyűjtemény tudományos, oktatási és nevelési célú hasznosítására.
A kutatóhely, a kiállított madártani gyűjtemény egyeztetés, előzetes bejelentés után tekinthető meg. Az érdeklődők, természetbarátok, kutatók a Fertő–Hanság Nemzeti Park öntésmajori kiállítóhelyén, a Hanság Élővilága Állandó Kiállítás címén (9339 Öntésmajor, Rákóczi F. u. 1.) kaphatnak felvilágosítást.